# Amen break
Amen är ett klassiskt trumbreak som har samplats ett stort antal gånger, framför allt i låtar inom genrerna hiphop och olika varianter av breakbeat- och drum and bass-musik.
Breaket kommer från ett trumsolo i låten Amen, Brother av funk- och soulgruppen The Winstons.
Bland de mer kända låtarna som innehåller samplingar av Amen-breaket finns N.W.A.:s Straight Outta Compton och The Prodigys Firestarter.
Breaket har också använts i många reklamfilmer.